# 비금속

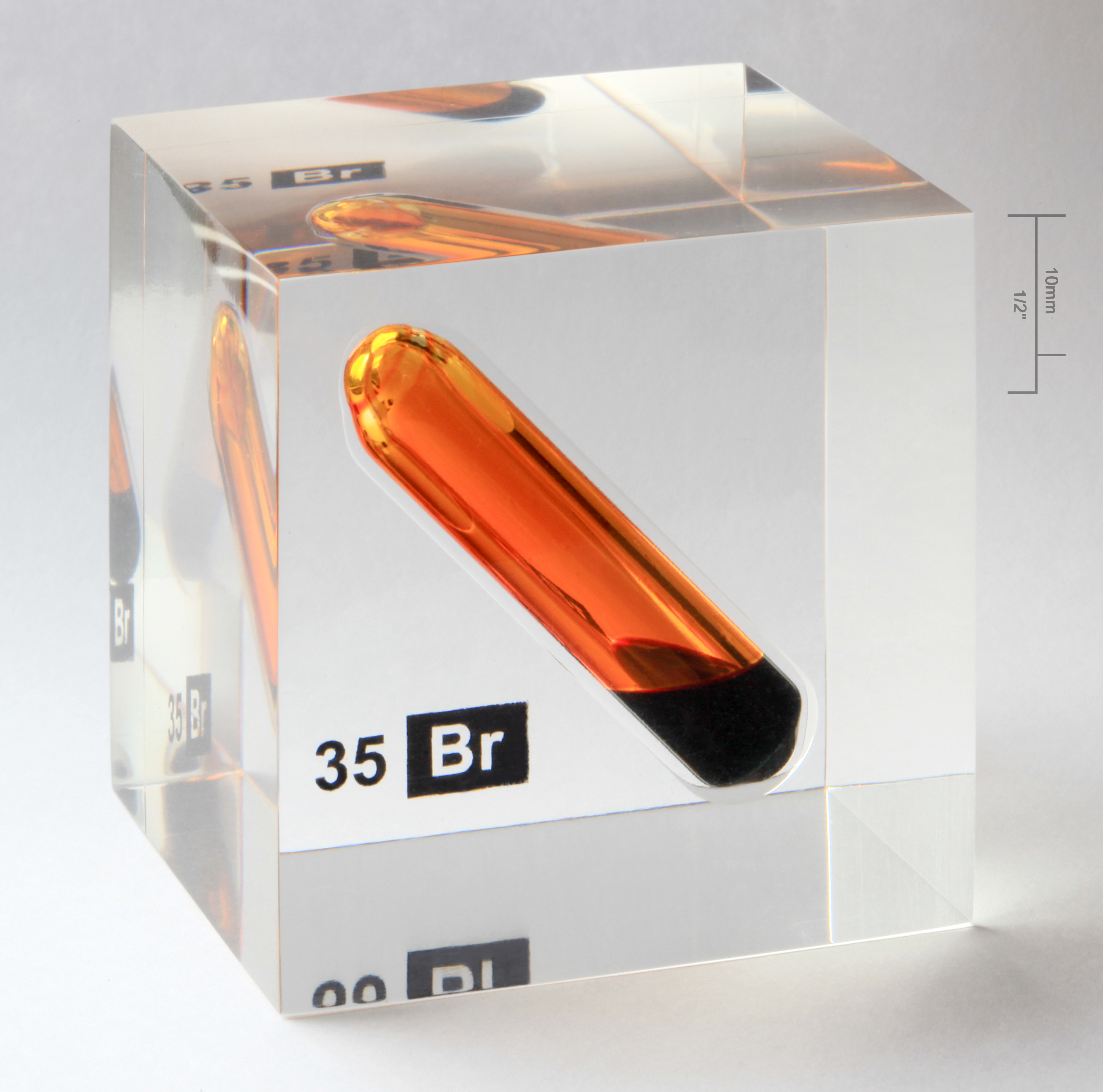

비금속(nonmetal, 非金屬)은 금속이나 준금속이 아닌 화학 원소를 말한다. 전기음성도가 높아 결합시 다른 원자로부터 원자가 전자를 받아들이는 성질이 있다.
비금속 원소는 대부분 주기율표의 오른쪽에 차지하며, 위로 갈수록 비금속성이 커진다. 수소는 예외적으로 알칼리가 있는 왼쪽 위에 자리하고 있으나 비금속의 성질을 띤다. 비금속은 전도체인 금속과는 달리 부도체거나 반도체이다. 비금속은 금속에게 전자를 받아 이온 결합을 하거나 다른 비금속과 공유 결합을 한다. 비금속의 산화물은 산성이다.
금속 원소가 80여 종류가 되는 데 반해 비금속은 12 종류밖에 되지 않는다. 그러나 비금속은 지구, 특히 지각을 구성하는 주성분이다. 생물의 몸은 대부분 비금속 원소로 이루어져 있다.
다음은 비금속에 속하는 원소들이다. 수소는 1족임에 주의하라.
| 족 →   | 14     | 15     | 16     | 17     | 18     |
| 주기 ↓ |        |        |        |        |        |
| ------ | ------ | ------ | ------ | ------ | ------ |
| 1      | 1 H    |        |        |        | 2 He   |
| 2      | 6 C    | 7 N    | 8 O    | 9 F    | 10 Ne  |
| 3      | 14 Si  | 15 P   | 16 S   | 17 Cl  | 18 Ar  |
| 4      | 32 Ge  | 33 As  | 34 Se  | 35 Br  | 36 Kr  |
| 5      | 50 Sn  | 51 Sb  | 52 Te  | 53 I   | 54 Xe  |
| 6      | 82 Pb  | 83 Bi  | 84 Po  | 85 At  | 86 Rn  |
| 7      | 114 Fl | 115 Mc | 116 Lv | 117 Ts | 118 Og |

기본적으로 수소, 탄소, 질소, 산소, 플루오린, 네온, 인, 황, 염소, 아르곤, 셀레늄, 브로민, 크립톤, 아이오딘, 제논, 라돈을 비금속으로 분류한다.